# Jeffrey Wammes
Jeffrey Wammes, né le 24 avril 1987 à Utrecht, est un gymnaste hollandais, spécialiste des activités au sol et du saut de cheval.

## Biographie
Jeffrey Wammes est né en 1987 à Utrecht, d'origines néerlandaises, antillaises et surinamaises. 

### Carrière sportive
Il représente son pays depuis 2005, remportant plusieurs Coupes du monde de gymnastique. Il est notamment champion au saut de cheval à Gand en 2010.
Il est membre de l'association gymnastique de Bois-le-Duc.

## Activités annexes
En plus de son activité compétitive, Wammes est ambassadeur d'une organisation humanitaire promouvant le sport chez les enfants démunis, et est apparu dans des émissions télévisées hollandaises, telles que le spectacle de plongée Sterren Springen.

## Vie privée
En 2011, le gymnaste fait son coming out dans un numéro hors-série du magazine Linda.